# Родд, Вейланд Леонардович
Вейланд Леонардович Родд (англ. Wayland Rudd; 1900, Линкольн, штат Небраска — 4 июля 1952, Москва) — американский и советский актёр театра и кино.

## Биография

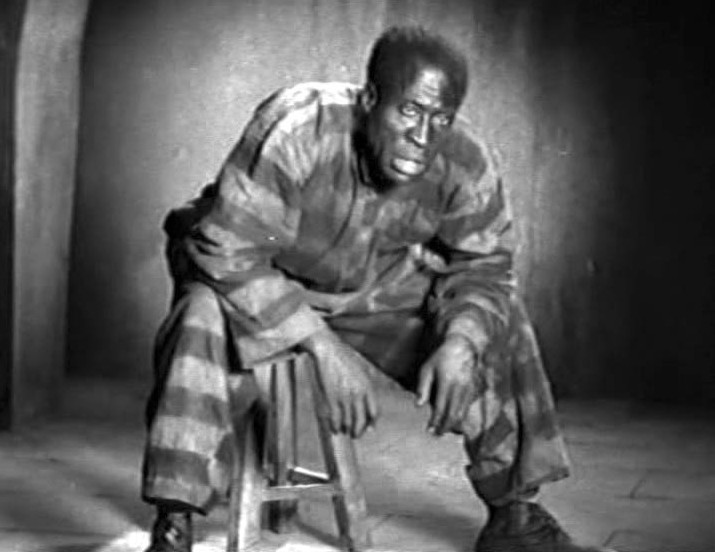
В фильме Льва Кулешова «Великий утешитель», 1933

Вейланд Родд родился в городе Линкольн штата Небраска. В школьные годы увлекался бейсболом.
В семнадцать лет переехал в Вашингтон. Окончил Говардский университет, работал страховым агентом.
Родд играл в любительской труппе, прежде чем в 1929 году Джаспер Дитер из Театра Хедгероу в Роуз-Вэлли принял его на работу. Здесь он исполнял титульные роли в «Императоре Джонсе» Юджина О’Нила и в «Отелло», а также появился на нескольких бродвейских постановках.
В 1932 году в составе группы из 22 афроамериканских деятелей гарлемского ренессанса Родд, по инициативе сценариста Джеймса Хьюза и по приглашению сотрудников советского внешнеторгового ведомства «Амторг», отправился в Москву для участия в фильме «Чёрное и белое» немецкого режиссёра Карла Юнганса, о расизме в США. После начала съёмок в Крыму проект был закрыт, но Родд и ещё один участник группы, Ллойд Паттерсон, решили остаться в Советском Союзе.
В Москве Вейланд Родд был принят в труппу театра Мейерхольда и работал при театре Станиславского. Во время своего короткого визита в 1934 году в США он заявил:

Взгляд на театр в Америке после двух лет работы в театре в России — отличный и приводящий в замешательство опыт для любого американского актёра; а если этот актёр — негр, то это почти бедствие.
Оригинальный текст (англ.)Looking at the theatre in America after working with the theatre in Russia for two consecutive years is a great and confusing experience for any American actor; and if that actor is a Negro it is almost a calamity

В СССР Родд играл, среди прочего, в постановке по роману «Вступление» Юрия Германа, в «Списке благодеяний» Юрия Олеши и в пьесе «Глубокие корни» Арно Д’Юссо и Джеймса Гоу.
В 1933 году Родд дебютировал в кино, в фильме Льва Кулешова «Великий утешитель».

Чрезвычайно приятно было работать с негром Вейландом Роддом. Родд отличался исключительной ритмичностью, превосходными актёрскими данными, красивым голосом и чудесной эмоциональностью. Родд мечтал сыграть Пушкина. Он нам рассказал, что негры считают Пушкина своим национальным поэтом. В те времена Родд едва-едва говорил по-русски, но старание в работе и учении было у него поразительным, так что к концу картины с ним можно было с легкостью изъясняться на русском языке.
— Лев Кулешов
Вскоре Родд стал «штатным негром» советского кинематографа сталинской эпохи.
Окончил режиссёрский факультет Государственного института театрального искусства в Москве и написал несколько пьес, в том числе «Энди Джонс» по автобиографии Анджело Херндона.
Во время Великой Отечественной войны выступал в составе фронтовых бригад:

Трудно передать воодушевление, с которым встречали выступления Вейланда Родда на фронте. Для солдат и офицеров его появление было символично — оно как бы предвещало долгожданное открытие второго фронта. Так и кричали Родду: «Ты про второй фронт скажи!» К сожалению, Родд ничего сказать об этом не мог.
— Борис Голубовский
Вейланд Родд скончался в Москве в 1952 году от осложнения аппендицита.

## Семья
- Жена: белая пианистка сербско-еврейского происхождения Паулина Милановна Марксити (сценическое имя Лорита Марксити, англ. Pauline Markcity, 26 февраля 1915 — 2 июля 2007) из США, куда в конце жизни вернулась[5].
  - Дочь Виктория (род. 9 мая 1945), её рождение в день Победы и поступление в первый класс московской школы № 179 использовалось для пропаганды интернационализма[6], переехала вместе с матерью в США в конце 1990-х.
  - Сын Вейланд Родд-младший (род. 11 декабря 1946) — советский и российский киноактёр и джазовый вокалист, остался в России.
    - Внук Теодор Вейландович Ермилов (род. 1981). Сын Вейланда Родда-младшего и Галины Ермиловой.
    - Внук Энтони Родд (17 октября 1984 — 20 сентября 2024[7]), художник-ювелир. Сын Вейланда Родда-младшего и певицы Ирины Понаровской.
    - Внук Майкл Родд. Сын Вейланда Родда-младшего.
    - Внук Милан Родд (род. 31 мая 1996[8]), стример, разработчик ПО. Сын Вейланда Родда-младшего.
    - Внучка Евгения Родд. Дочь Вейланда Родда-младшего.

## Фильмография
- 1933: Великий утешитель — негр-арестант
- 1934: Настенька Устинова — дирижёр джаза
- 1936: Том Сойер — Джим
- 1945: Пятнадцатилетний капитан — Геркулес
- 1947: Миклухо-Маклай — Ур
- 1949: Встреча на Эльбе — негр в американском секторе